# اچ‌ام‌اس مودسته (۱۷۵۹)
اچ‌ام‌اس مودسته (۱۷۵۹) (به انگلیسی: HMS Modeste (1759)) یک کشتی است که طول آن ۱۵۸ فوت ۶ اینچ (۴۸٫۳ متر) می‌باشد. این کشتی در سال ۱۷۵۹ ساخته شد.